# Tháp nước đường sắt ở Katowice

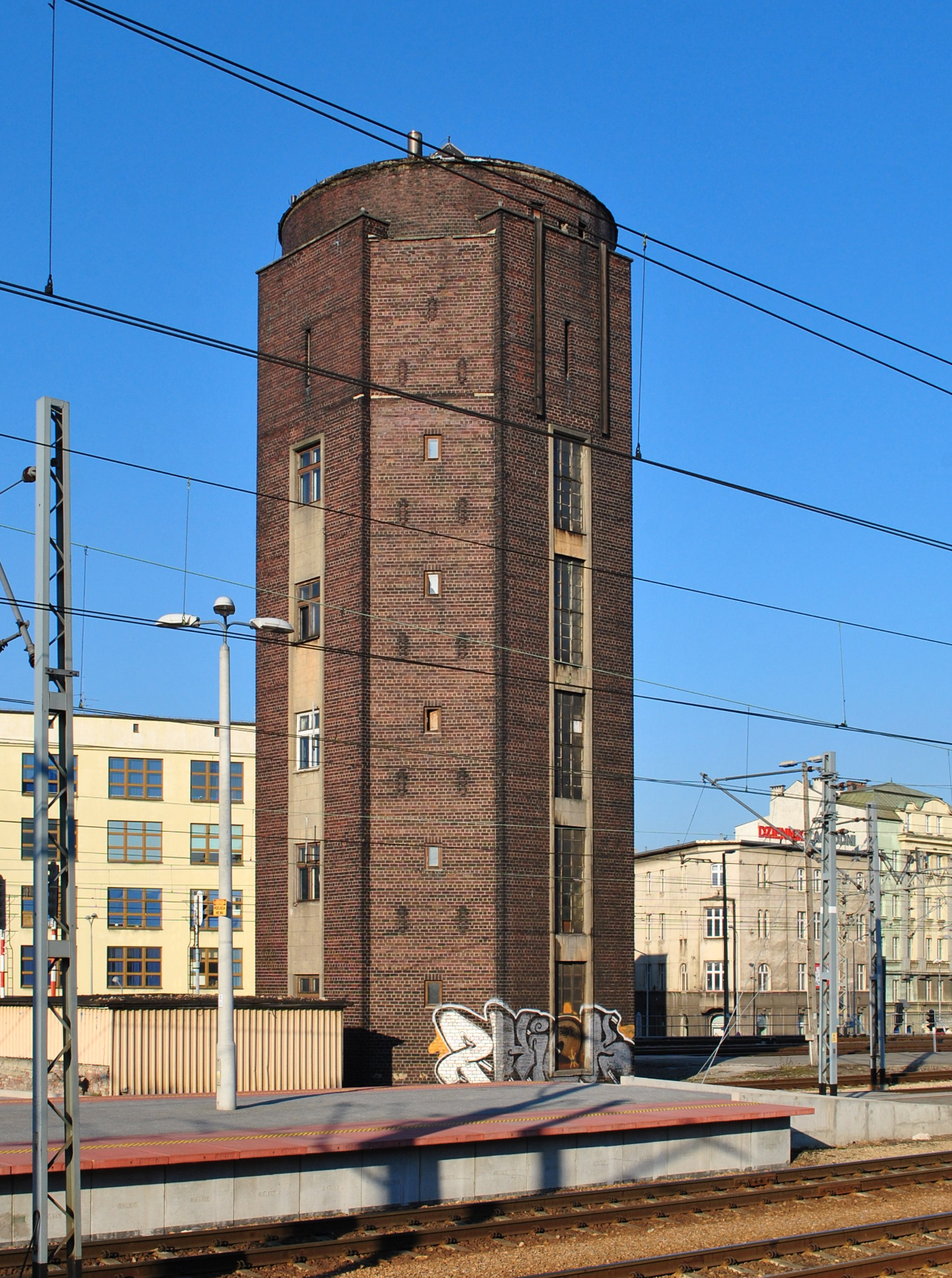
Tháp nước đường sắt

Tháp nước đường sắt ở Katowice là một tháp nước cũ nằm ở cuối phía đông của sân ga, trong khu vực của nhà ga chính (Polskie Koleje Państwowe S.A. - PKP SA) ở quận Śródmieście của Katowice, tỉnh Śląskie, phía nam của Ba Lan.

## Lịch sử
Trước Thế chiến II, tại vị trí này cũng có một tháp nước, tuy nhiên nó đã bị hư hỏng và không sử dụng được. Đến năm 1952, tháp nước này đã được khởi công và hoàn thành, tháp nước đường sắt ở Katowice cao 30 mét, được xây bằng gạch.  Cho đến giữa thập niên 1970, ngã ba đường sắt và các tòa nhà xung quanh được cung cấp nước từ tòa tháp này. Trong tòa tháp có các phòng dành cho người điều khiển và người điều phối giao thông, cũng như một trạm thông báo các đoàn tàu.

## Kế hoạch
Vào cuối tháng 5 năm 2015, PKP SA đã công bố kế hoạch phát triển tháp nước. Theo họ, tòa tháp này sẽ thực hiện các chức năng ẩm thực ở các tầng cao nhất và các chức năng văn phòng ở các tầng dưới, bao gồm các phòng cho các hãng vận tải đường sắt và các loại dịch vụ chuyên gia khác nhau, như phòng trưng bày nghệ thuật hoặc xưởng kiến trúc. Năm 2016, dự án cải tạo đã trình dự án lên văn phòng tỉnh Śląskie cùng với đơn xin giấy phép xây dựng tòa tháp (với khoản kinh phí khoảng 2 triệu PLN).